# Якуб Плихта
Якуб (Иаков, Георгий) Плихта ( ? — 7 февраля 1407, Вильно) — католический священник, религиозный деятель Великого княжества Литовского, второй епископ Виленский (1399—1407)

## Биография
Шляхтич герба Жнин, уроженец Великого княжества Литовского. В молодости вступил в католический нищенствующий монашеский орден францисканцев. Перед избранием епископом был настоятелем францисканских монастырей в Литве.
Епископом Виленским стал в 1399 году. Восстановил затем Вильнюсский собор, сгоревший во время сильного городского пожара в том же, 1399 году.
Принимал участие в переговорах между Ягелло и Витольдом, при этом выступал их гарантом. В 1401 году он поставил свою подпись под Виленско-Радомской унией, договором о государственном союзе Королевства Польского и Великого княжества Литовского.